# DDR-Rundfahrt 1952
Die DDR-Rundfahrt 1952 fand vom 20. bis 28. September statt. Das Etappenrennen wurde zum vierten Mal ausgetragen. In der Einzelwertung gewann der Berliner Erich Schulz; in der Mannschaftswertung siegte die erste Mannschaft der Sportvereinigung Einheit.

## Teilnehmer
Am Sonnabend, dem 20. September 1952, nahmen 105 Fahrer in Ost-Berlin das Rennen auf. Sie kamen aus folgenden jeweils fünf Starter umfassenden 21 Mannschaften: Industriebezirk Dortmund I und II, die Sportvereinigungen Aktivist, Aufbau, Chemie, Einheit I, II und III, Empor, Fortschritt, Lokomotive, Motor I und II, Post, Rotation I und II, Stahl, Traktor, Turbine, Volkspolizei und Wismut. Die im Vorjahr noch beteiligten Mannschaften aus der Tschechoslowakei und Ungarn nahmen 1952 nicht wieder teil.
Erstmals konnte „Täve“ Schur bei dieser Landesrundfahrt eine Etappe gewinnen.

## Streckenverlauf
Die Rundfahrt hatte eine Länge von 1539 Kilometern, war in acht Etappen unterteilt und berührte zwölf der vierzehn DDR-Bezirke. Start und Ziel war in Ost-Berlin. Die erste Etappe von Berlin nach Stralsund war mit 235 Kilometern der längste Tagesabschnitt. Am kürzesten war die Zeitfahretappe mit 67 Kilometern von Chemnitz nach Dresden. Auf der vierten Etappe von Magdeburg nach Erfurt musste der Kyffhäuser überquert werden, die Teilstücke Leipzig – Chemnitz und Chemnitz – Dresden führten die Fahrer durch das bergige Vogtland und das Erzgebirge.

## Rennverlauf

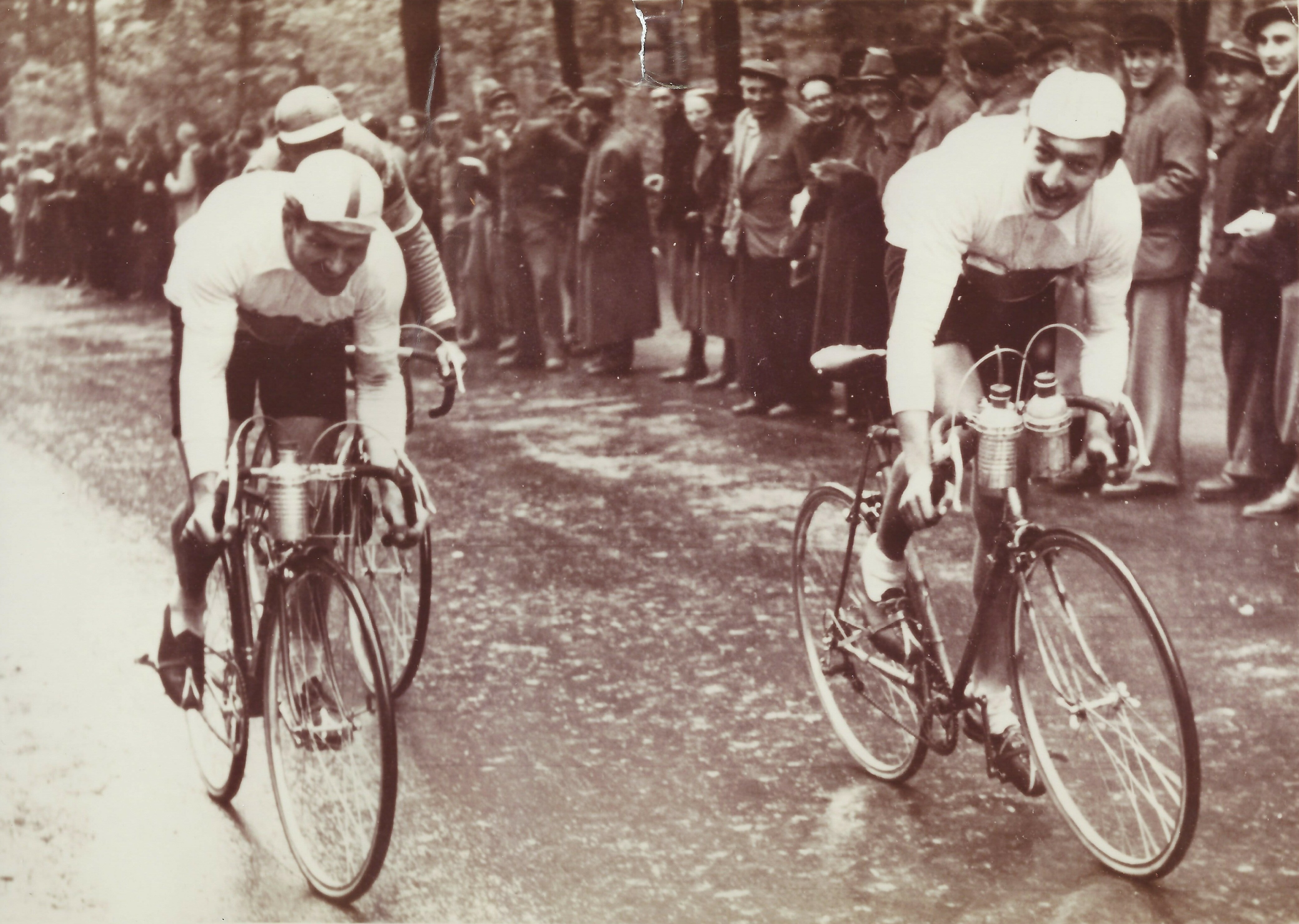
Horst Bräunlich (rechts) bei der DDR-Rundfahrt 1952

Die Rundfahrt wurde zu einem Zweikampf zwischen dem Favoriten Erich Schulz von der Sportvereinigung Post und dem Kapitän der zweiten Mannschaft der SV Einheit Walter Nickel. Zunächst schien alles für Nickel zu sprechen. Er eroberte sich mit einem Sprintsieg über Schulz auf der ersten Etappe das Gelbe Trikot und verteidigte es bis zum sechsten Tagesabschnitt. Die Wende kam auf der von den Fahrern später als schwerste Strecke bezeichnete
sechsten Etappe. Nach 150 Kilometern erlitt Nickel einen Schwächeanfall, in dessen Folge er zwei Minuten hinter die Fahrergruppe zurückfiel, in der sich sein Kontrahent Erich Schulz befand. Zudem beging sein Teamkollege Jährling einen taktischen Fehler, als er in der Spitzengruppe mit Schulz Führungsarbeit leistete. Obwohl Schulz in Chemnitz nur mit einer zweiten Verfolgergruppe eintraf, hatte er gegenüber Nickel soviel Zeit gut gemacht, dass er nun die Gesamtwertung mit gut 50 Sekunden vor Nickel anführte. Beim Zeitfahren am folgenden Tag gelang es Schulz, Nickel weitere zwei Minuten abzunehmen, sodass er die Schlussetappe nach Berlin mit einem Vorsprung von fast drei Minuten in Angriff nehmen konnte. Da es Nickel nicht gelang, seinen Kontrahenten abzuschütteln, kamen beide mit dem Hauptfeld ins Ziel, und Erich Schulz wurde Gesamtsieger der Rundfahrt.
In der Mannschaftswertung setzte sich die erste Mannschaft der Sportvereinigung Einheit durch. Zwar lag zum Tourbeginn die SV Motor I vorne, doch diese fiel auf der vierten Etappe weit zurück. Danach sah es lange nach einem Zweikampf zwischen Einheit I und II aus, ehe auch Einheit II auf der siebten Etappe ins Mittelfeld zurückfiel. Zu diesem Zeitpunkt hatte Einheit I bereits einen Vorsprung von über 16 Minuten gegenüber dem neuen Zweiten SV Rotation I. Diesen Vorsprung konnten die Einheit-Fahrer bis zum Schluss auf 30:14 Minuten ausbauen.
| Etappe | Start – Ziel         | Länge (km) | Sieger                         | Zeit (h) |
| ------ | -------------------- | ---------- | ------------------------------ | -------- |
| 1      | Berlin – Stralsund   | 235        | Walter Nickel (SV Einheit II)  | 6:31:07  |
| 2      | Stralsund – Schwerin | 170        | Georg Stoltze (SV Lokomotive)  | 5:23:12  |
| 3      | Schwerin – Magdeburg | 224        | Heinz Gleinig (SV Einheit I)   | 6:13:18  |
| 4      | Magdeburg – Erfurt   | 215        | Bruno Zieger (SV Post)         | 7:09:25  |
| 5      | Erfurt – Leipzig     | 187        | Gustav-Adolf Schur (SV Aufbau) | 4:59:51  |
| 6      | Leipzig – Chemnitz   | 209        | Bruno Zieger (SV Post)         | 1:47:00  |
| 7      | Chemnitz – Dresden   | 067        | Fritz Jährling (SV Einheit II) | 4:47:56  |
| 8      | Dresden – Berlin     | 232        | Werner Malitz (SV Einheit II)  | 6:42:15  |

## Endergebnisse
|       | Fahrer             | Mannschaft     | Zeit (h) |
| 01.   | Erich Schulz       | SV Post        | 45:28:18 |
| 02.   | Walter Nickel      | SV Einheit II  | 45:31:07 |
| 03.   | Bruno Zieger       | SV Post        | 45:31:12 |
| 04.   | Heinz Gleinig      | SV Einheit I   | 45:31:35 |
| 05.   | Paul Dinter        | SV Motor I     | 45:33:30 |
| 06.   | Dieter Köhler      | SV Stahl       | 45:34:16 |
| 07.   | Bernhard Wille     | SV Stahl       | 45:35:01 |
| 08.   | Bernhard Trefflich | SV Einheit I   | 45:39:39 |
| 09.   | Werner Gallinge    | SV Einheit I   | 45:39:43 |
| 10.   | Lothar Meister I   | SV Wismut      | 45:41:52 |
| 11.   | Fritz Jährling     | SV Einheit II  | 45:45:22 |
| 12.   | Gustav-Adolf Schur | SV Aufbau      | 45:45:43 |
| 13.   | Georg Stoltze      | SV Lokomotive  | 45:48:19 |
| 14.   | Horst Beuster      | SV Rotation I  | 45:51:20 |
| 15.   | Rudi Kirchhoff     | SV Motor I     | 45:54:02 |
| 16.   | Horst Wagner       | SV Rotation I  | 45:54:58 |
| 17.   | Heinz Busse        | SV Empor       | 45:57:20 |
| 18.   | Heinz Jakob        | SV Rotation I  | 45:59:51 |
| 19.   | Werner Weber       | SV Wismut      | 46:00:47 |
| 20.   | Willi Goebel       | Dortmund II    | 46:06:09 |
| 0 ... |                    |                |          |
| 85.   | Horst Pfefferkorn  | SV Fortschritt | 51:43:34 |

|     | Mannschaft                                                  | Zeit (h)  |
| 01. | Sportvereinigung Einheit I                                  | 136:48:09 |
| 02. | Sportvereinigung Rotation I                                 | 137:18:23 |
| 03. | Sportvereinigung Post                                       | 137:23:27 |
| 04. | Sportvereinigung Motor I                                    | 137:30:20 |
| 05. | Sportvereinigung Wismut                                     | 137:32:15 |
| 06. | Sportvereinigung Stahl                                      | 137:35:59 |
| 07. | Sportvereinigung Einheit II                                 | 137:44:36 |
| 08. | Sportvereinigung Aufbau                                     | 138:27:56 |
| 09. | Sportvereinigung Empor                                      | 138:44:08 |
| 10. | Sportvereinigung Lokomotive                                 | 139:05:26 |
| 11. | Sportvereinigung Turbine                                    | 139:06:28 |
| 12. | Industriebezirk Dortmund II                                 | 139:29:17 |
| 13. | Sportvereinigung Chemie                                     | 139:39:10 |
| 14. | Sportvereinigung Motor II                                   | 140:07:19 |
| 15. | Sportvereinigung Einheit III                                | 140:18:45 |
| 16. | Sportvereinigung Traktor                                    | 140:21:42 |
| 17. | Sportvereinigung Aktivist                                   | 142:20:04 |
| 18. | Sportvereinigung Fortschritt                                | 149:54:56 |
|     | ausgeschieden: IB Dortmund I SV Rotation II SV Volkspolizei |           |